# William Backhouse Astor, Jr.
William Backhouse Astor Jr. (Nueva York, 12 de julio de 1829 - París, 25 de abril de 1892) fue un empresario, criador/propietario de caballos de carreras y navegante de Estados Unidos. También fue un miembro prominente de la familia Astor. Mientras que su hermano mayor financiero y filántropo John Jacob Astor III (1822-1890) era jefe de la línea inglesa de los Astor, William Jr. era el patriarca de la línea masculina de los Astor estadounidenses.

## Primeros años
William Backhouse Astor Jr. nació el 12 de julio de 1829 en la ciudad de Nueva York, Nueva York. Era el hijo medio del empresario inmobiliario William Backhouse Astor Sr. (1792-1875) y Margaret Rebecca Armstrong (1800-1872). William Sr. era hijo del comerciante de pieles John Jacob Astor(1763-1848) y Sarah Cox Todd (1761-1834), mientras que los padres de Margaret fueron el senador John Armstrong Jr. (1758-1843) y Alida Livingston (1761-1822) de la familia Livingston. Además de John Jacob III, los hermanos de William Jr. fueron Emily (1819-1841), Laura (1824-1902), Mary (1826-1881), Henry (1830-1918) y Sarah (1832-1832). El hermano mayor de William Sr. fue el poeta ocasional John Jacob Astor Jr. (1791-1869).

## Matrimonio y vida familiar
Astor se graduó de Columbia College en 1849. El 23 de septiembre de 1853 en la Iglesia de la Trinidad se casó con la socialmente ambiciosa Caroline Webster "Lina" Schermerhorn (1830-1908), que reinaría sobre Nueva York y la sociedad de Newport. simplemente como "la señora Astor". Sus padres fueron Abraham Schermerhorn y Helen White. 
William Jr. y Lina tuvieron 5 hijos: Emily Astor (1854-1881), quien se casó con el deportista / político James John Van Alen y tuvo tres hijos: Helen Schermerhorn Astor (1855-1893), quien se casó con el diplomático James Roosevelt "Rosey" Roosevelt (mitad hermano del presidente Franklin Delano Roosevelt) y tuvo dos hijos, Carlota Augusta Astor (1858-1920), que se casó con James Coleman Drayton y tuvo cuatro hijos, más tarde se casó con George Ogilvy Haig Caroline Schermerhorn "Carrie" Astor (1861-1948), quien se casó con Marshall Orme Wilson (hermano del banquero Richard Thornton Wilson Jr. y socialite Grace Graham Wilson) y tuvo dos hijos John Jacob "Jack" Astor IV (1864-1912), quien se casó con la socialite Ava Lowle Willing y tuvo dos hijos, más tarde se casó con Madeleine Talmage Force (hermana de la empresaria de bienes raíces / socialite Katherine Emmons Force) y tenía un hijo William Jr. tenía poco interés en las fiestas de la sociedad, y Lina trataría de mantenerlo en su club hasta tarde para evitar que volviera a casa y sentir a la orquesta y a sus hijos a la cama.

## Vida pública
Apoyó la abolición de la esclavitud antes de la Guerra Civil Americana, y durante la guerra, personalmente cargó con el costo de equipar a todo un regimiento del Ejército de la Unión. A diferencia de su padre orientado a los negocios, William Jr. no persiguió agresivamente una expansión de su fortuna heredada, prefiriendo la vida a bordo de la Ambassadress, en ese momento el yate privado más grande del mundo, o montar a caballo en Ferncliff, la gran propiedad que había construido en el río Hudson. 
El caballo "Vagrant" de Astor ganó el Kentucky Derby en 1876.William Jr. solía pasar los inviernos en Jacksonville, Florida a bordo de su yate y era responsable de la construcción de varios edificios prominentes en la ciudad. Él y otros dieciséis empresarios fundaron el Florida Yacht Club en Jacksonville en 1877, aunque él era la única persona en la Florida que tenía un yate. El club es ahora el club social más antiguo de Jacksonville y uno de los clubes de yates más antiguos de los Estados Unidos. Le gustó el área, en 1874, compró un terreno de alrededor de 80,000 acres (320 km²) a lo largo del río St. Johns al norte de Orlando, Florida en un área ahora llamada Lake County, Florida. Allí, él y sus dos socios utilizaron 12,000 acres (49 km²) para construir una ciudad entera a la que llamó Manhattan pero luego se cambió a Astor en su honor. 
Su proyecto, que incluiría varios hoteles, comenzó con la construcción de muelles en el río para dar cabida a los barcos de vapor. Estos barcos de vapor atrajeron a una agencia de buques de vapor que podría traer los materiales y suministros necesarios. William Astor disfrutó de su desarrollo y compró un ferrocarril que conectaba la ciudad con la "Región de los Grandes Lagos" de Florida. 
Él donó la primera iglesia de la ciudad y el terreno para el cementerio local no confesional, y también ayudó a construir una escuela, que aún se mantienen en pie. En 1875, uno de los muchos lagos cercanos se llamó Lake Schermerhorn después de la esposa de William Jr., Lina Schermerhorn. La ciudad de Manhattan, Florida, prosperó, y William Jr., con la vista puesta en el gran mercado de Nueva York, amplió sus intereses. a una arboleda de pomelo, una fruta que en ese momento solo estaba disponible de manera muy limitada en otras partes de los Estados Unidos. Pero William Jr. no vivió lo suficiente como para ver crecer el huerto. Después de su muerte el 25 de abril de 1892, la propiedad cayó a su hijo Jack. Para entonces, sin embargo, se estaban produciendo cambios rápidos en toda la Florida. 
Se construyeron nuevos ferrocarriles en 1885 a través de la parte central y occidental del estado, y a fines de la década de 1890, Henry Flagler construyó una línea de ferrocarril que recorre la costa este de Florida desde Daytona Beach. Toda esta expansión dejó aislada la ciudad de Astor y quedó prácticamente abandonada después de que el servicio del tren a Astor fuera descontinuado.

## Muerte y legado
William Backhouse Astor Jr. murió de un aneurisma en París, Francia. Fue enterrado en Trinity Church Cemetery en Nueva York, Nueva York. Es uno de los varios responsables de abrir el comercio turístico en Florida.